# Kyegegwa
Kyegegwa – miasto w Ugandzie, stolica dystryktu Kyegegwa.